# Jou (Murça)
Jou ist eine Gemeinde (Freguesia) im portugiesischen Kreis Murça. In ihr leben 535 Einwohner (Stand 19. April 2021).